# 齋藤勁吾
齋藤 勁吾（さいとう けいご）は、日本の漫画家。山形県庄内町出身。鶴岡中央高校、宝塚大学卒業。

## 経歴
高校2、3年生の頃に、「漫画を描いていた友人や漫画家を目指すストーリーの漫画を読んでいた影響」を受けて、漫画を描き始めた。大学進学を機に本格的に漫画家を目指した。大学生のころに『少年ジャンプNEXT!!』（集英社）2014年vol.2に読切『RED HIT GIRL』を掲載し、デビュー。その後、『週刊少年チャンピオン』（秋田書店）でも読切を掲載。同誌にて、2018年33号より2019年6号まで『アカトラ』を連載した。
『少年ジャンプ+』（集英社）にて、2020年10月27日から2021年5月4日まで『傷だらけのピアノソナタ』を連載。
『ComicWalker』（KADOKAWA）にて、2023年2月22日から『異世界サムライ』を連載。

## 作品リスト

### 連載
- アカトラ（『週刊少年チャンピオン』2018年33号 - 2019年6号[1]）
- 傷だらけのピアノソナタ（『少年ジャンプ+』2020年10月27日 - 2021年5月4日）
- 異世界サムライ（『ComicWalker』2023年2月22日 - 連載中）

### 読み切り
- RED HIT GIRL（『少年ジャンプNEXT!!』2014年vol.2[1]） - デビュー作。
- イヴのお願い（『週刊少年チャンピオン』2016年39号）
- オドリオドル（『週刊少年チャンピオン』2017年25号）

### 書籍
- 『アカトラ』、秋田書店〈少年チャンピオン・コミックス〉2018年 - 2019年、全3巻
  1. 2018年10月5日発売[2][3]、ISBN 978-4-253-22022-4　
  2. 2019年1月8日発売[4]、ISBN 978-4-253-22023-1
  3. 2019年3月8日発売[5]、ISBN 978-4-253-22024-8
- 『傷だらけのピアノソナタ』、集英社〈ジャンプコミックス〉2021年、全3巻
  1. 2021年3月4日発売[6][7]、ISBN 978-4-08-882624-0
  2. 2021年4月2日発売[6][8]、ISBN 978-4-08-882652-3
  3. 2021年7月2日発売[9]、ISBN 978-4-08-882755-1
- 『異世界サムライ』、KADOKAWA〈MFコミックス〉2023年[10] - 刊行中、既刊5巻（2025年2月20日現在）